# Urso-siríaco
O urso-siríaco, urso pardo sírio ou urso sírio (Ursus arctos syriacus) é uma subespécie de urso-pardo que vive nas montanhas do Oriente Médio. Seu pêlo, mais claro do que nas outras subespécies de urso-pardo, pode ser castanho-claro ou castanho-bege, como na foto ao lado. O urso-siríaco é a menor de todas as subespécies de urso-pardo.

## Historia evolutiva
Um estudo genético mostra que todos os ursos pardos que ocorrem no cáucaso, pelo menos matrilinealmente são monofiléticos e pertencem ao Urso pardo eurasiático (Ursus arctos arctos).

## Descrição

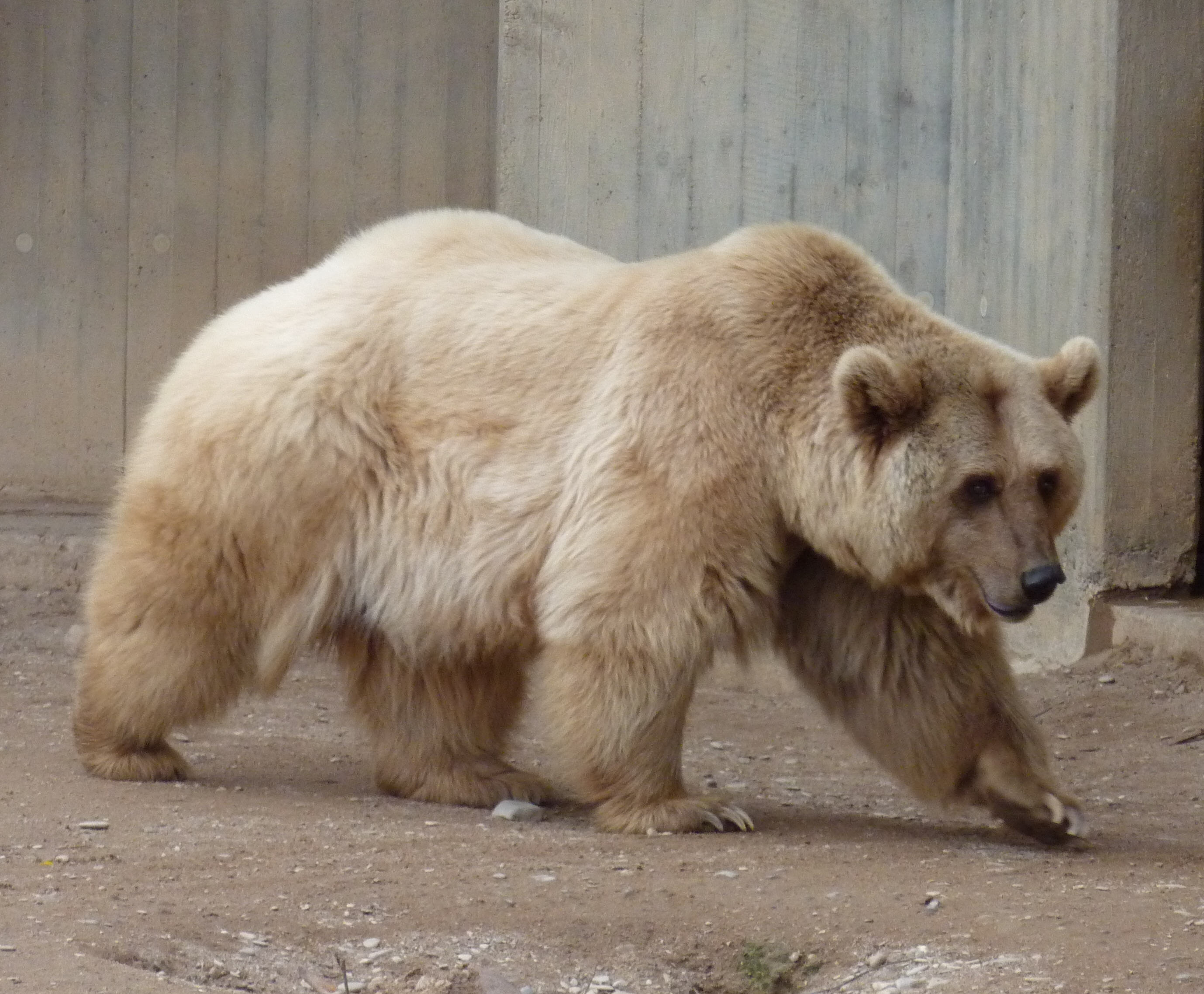
urso pardo sírio em um zoológico na Alemanha

O urso sírio é a menor subespécie de urso pardo, embora este último esteja entre os maiores carnívoros terrestres menores somente que os ursos polares. Os machos adultos possuem crânios de 30 a 40 cm. O urso pardo sírio pesa até 250 kg e mede de 101 a 140 cm de comprimento total (incluindo sua cauda curta).
A pelagem é extremamente clara e de cor grisalha. Suas patas e pernas são geralmente de cor mais escura que o resto do corpo. É o único urso do mundo que possuí garras brancas. O pêlo na cernelha é mais longo com uma base marrom-cinza e muitas vezes é uma sombra diferente do resto do corpo, visto em alguns indivíduos como uma faixa escura que se estende pelas costas. As cores mais claras da pelagem geralmente estão posicionadas em altitudes mais elevadas do corpo.
Populações do cáucaso, cujos espécimes foram considerados pertencentes ao urso siríaco e sobrepõe-se ás de ursos pardos eurasianos, pertencem de fato a está subespécie nominal, pois são maiores e mais escuros. No passado, alguns naturalistas acreditavam que os ursos do cáucaso pertenceriam a populações híbridas entre ursos pardos eurasianos e sírios. Porém estudos genéticos recentes indicam que se trata, na verdade, de ursos euro-asiáticos puros. Pensa-se que esses ursos híbridos se originaram durante o Holoceno, quando indivíduos da subespécie síria supostamente migraram e cruzaram com ursos maiores do norte. Hoje, essa hipótese não é mais aceita por especialistas.

## Habitat e distribuição

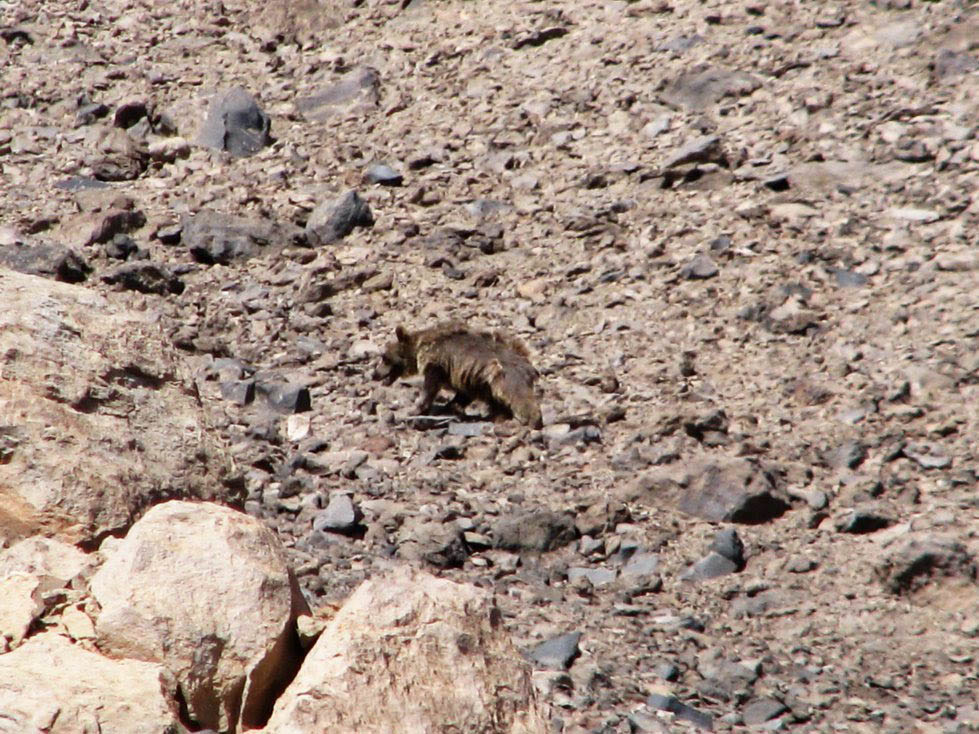
urso sírio nas montanhas do Parque Nacional de Lar no Irã

Geralmente encontrado em áreas montanhosas o urso siríaco parecem hibernar em cavernas e fendas rochosas, bem como troncos caídos de árvores. Quando não está hibernando o urso geralmente forrageia nos campos, prados e florestas em busca de alimento, e são conhecidos por invadirem aldeias para comer nozes e grãos. A presença do animal foi confirmadas no Turquemenistão, irã, Iraque e Turquia e mais recentemente na Síria, apesar de alguns raros avistamentos sugerirem a presença de alguns ursos na fronteira da Síria com o Líbano.

## Ameaças
Como muitos grandes mamíferos o urso pardo sírio está ameaçado pela perda de habitat e a caça furtiva. Eles são um alvo popular de caçadores asiáticos, em vista de que o figado do urso é tido como tendo propriedades medicinais na medicina tradicional chinesa e como sendo uma suposta cura para o reumatismo, problemas de visão e cálculos fecais.